# Zbrodnia ze snu
Zbrodnia ze snu (ang. Shocker, Wes Craven’s Shocker, Shocker: No More Mr. Nice Guy) – amerykański film fabularny (horror komediowy) powstały w 1989 roku w reżyserii Wesa Cravena, twórcy filmów grozy. Satyra medialna.
Światowa premiera filmu miała miejsce 27 października 1989 roku w Stanach Zjednoczonych. Lutym 1990 r. projekt zaprezentowano (pod tytułem 100.000 Volts de Terror) podczas Fantasporto Film Festival; w trakcie tego festiwalu obraz nominowano do nagrody dla najlepszego filmu.
Ten względnie niskobudżetowy, niezależny film od momentu swojej premiery uchodzi za projekt kultowy. Początkowo zarówno Wes Craven, jak i wytwórnia Universal Pictures liczyli na sukces komercyjny filmu, chcąc w następstwie zrealizować sequel lub ewentualnie całą sagę filmową, z powodu przeciętnych wyników finansowych do kontynuacji Zbrodni ze snu jednak nie doszło.

## Fabuła
Mimo wykonania wyroku śmierci − mianowicie, egzekucji na krześle elektrycznym − poszkodowany powraca zza światów, by siać zamęt i terror. Seryjny morderca grasuje na przedmieściach Los Angeles, dokonując krwawych zbrodni.

## Obsada
- Michael Murphy – porucznik Don Parker
- Peter Berg – Jonathan Parker
- Mitch Pileggi – Horace Pinker
- Sam Scarber – Cooper
- Camille Cooper – Alison
- Richard Brooks − Rhino
- Ted Raimi − Pac-Man

### Występycameo
- Heather Langenkamp (aktorka znana z jednego z najgłośniejszych filmów Wesa Cravena, Koszmaru z ulicy Wiązów) jako ofiara Pinkera
- sam Wes Craven jako sąsiad
- Jessica Craven (córka Wesa) jako sprzedawczyni
- Jonathan Craven (syn Wesa oraz pierwszy koordynator efektów specjalnych) jako osoba uprawiająca jogging
- Dr. Timothy Leary jako teleewangelista
- Brent Finkelstien jako gość programu typu talk-show
- John Tesh jako prezenter telewizyjny
- Kane Roberts jako pracownik
- Eric Singer jako członek zespołu grającego podczas talk-show